# Voievodatul Szczecin (1975-1998)

Localizarea voievodatului Szczecin

Voievodatul Szczecin (poloneză województwo szczecińskie) a fost o unitate administrativă introdusă în Polonia înainte de reforma administrativă din 1975, cu reședința în Szczecin. În 1994 a avut o populație de 989 000 locuitori (majoritatea a locuit în Szczecin) și 9 981 km². Regiunea a avut frontiere cu Germania (vest), Marea Baltică (nord) și voievodatele: voievodatul Gorzów Wielkopolski (sud) și voievodatul Koszalin (est). Astăzi toate teritoriile voievodatului fac parte din voievodatul Pomerania Occidentală.